# Municipio de Bedford (condado de Coshocton)
El municipio de Bedford (en inglés: Bedford Township) es un municipio ubicado en el condado de Coshocton en el estado estadounidense de Ohio. En el año 2010 tenía una población de 564 habitantes y una densidad poblacional de 8,15 personas por km².

## Geografía
El municipio de Bedford se encuentra ubicado en las coordenadas 40°16′9″N 82°2′49″O / 40.26917, -82.04694. Según la Oficina del Censo de los Estados Unidos, el municipio tiene una superficie total de 69.18 km², de la cual 69,18 km² corresponden a tierra firme y (0 %) 0 km² es agua.

## Demografía
Según el censo de 2010, había 564 personas residiendo en el municipio de Bedford. La densidad de población era de 8,15 hab./km². De los 564 habitantes, el municipio de Bedford estaba compuesto por el 97,7 % blancos, el 0,35 % eran afroamericanos, el 0,35 % eran asiáticos, el 0,18 % eran de otras razas y el 1,42 % eran de una mezcla de razas. Del total de la población el 0,35 % eran hispanos o latinos de cualquier raza.